# فراورده

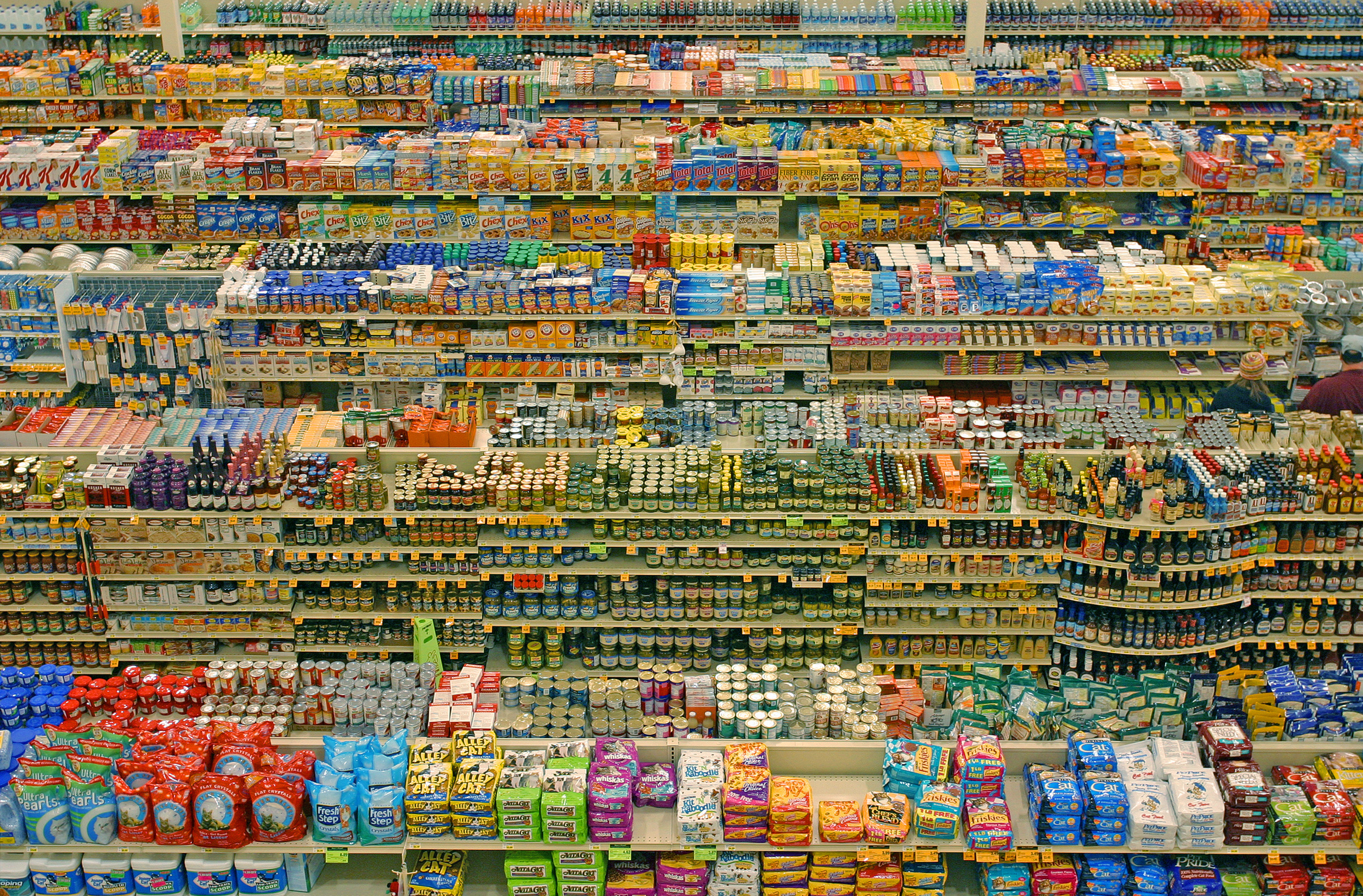
فروشگاه زنجیره ای فِرِد مایِر در آمریکا.

فرآورده یا محصول (به انگلیسی: Product)، به معنای «چیزی است که توسط نیروی انسانی یا تلاشی تولید شود» یا «نتیجهٔ یک عمل یا یک فرایند» را گویند. محصول به معنای حاصل شده و فراورده به معنای فرآوری‌شده (تولید شده) است. محصول بیش‌تر در گذشته برای حاصل زراعت و مانند آن به کار می‌رفته است.
در بازاریابی، فراورده هر آن چیزی است که بتوان آن را به بازار عرضه کرد تا شاید خواست یا نیاز بازار را برآورده سازد. در صنعت، فراورده‌ها به عنوان مواد خام خریداری می‌شوند و به عنوان کالاهای ساخته‌شده به فروش می‌رسند. با اینکه مواد اولیه معمولاً مواد خامی چون فلزات و محصولات کشاورزی هستند، اما می‌توانند چیزهایی که به شکل گسترده در بازار آزاد موجود هستند هم باشند. در مدیریت پروژه، فراورده‌ها تعریف رسمی سپردنی‌های پروژه (project deliverables) هستند که برای سفارش و تحویل اهداف پروژه مشارکت می‌کنند. در کاربرد عمومی، فراورده یا محصول می‌تواند به یک فقره یا واحد، گروهی از فراورده‌های همتا، گروهی از کالاها یا خدمات، یا دسته‌بندی صنعتی برای کالاها یا خدمات اشاره داشته باشد.
زیرفراورده مفهوم مرتبطی است که نتیجهٔ ثانوی اما سودمندِ فرایند تولید (فرآوری) می‌باشد. معنای اقتصادی یا تجاری فراورده نخستین بار توسط آدام اسمیت، اقتصاددان سیاسی، مطرح شد.